# Molyhos madárhúr
A molyhos madárhúr (Cerastium tomentosum) a szegfűfélék (Caryophyllaceae) családjába tartozó növényfaj. Közép-, illetve Dél-Olaszországban őshonos, de már 1620-tól kultúrnövény.

## Leírása
Lágy szárú, évelő, örökzöld növény. 15-30, néha 45 cm magasra nő meg. Ezüstfehéren molyhos levelei 3 cm hosszúak, szálasak vagy lándzsásak. Májustól júliusig virágzik, akár 15, hosszú kocsányon a levélzet fölött növő virágot hozhat. A csésze 5–7 mm hosszú, a fehér szirmok kétszer olyan hosszúak, mint a csésze. Termése toktermés.

## Felhasználása
Sziklakertek kedvelt takarónövénye, összefüggő gyepet képes alkotni. A napos helyeket, sovány talajt kedveli. Szárazságtűrő.

## Források

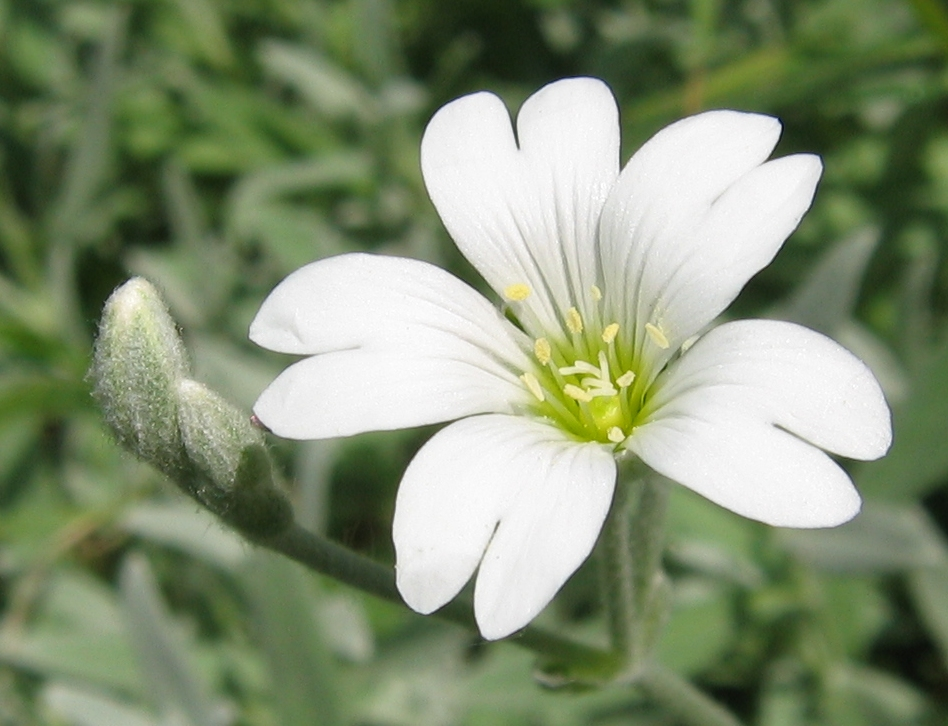
Virága közelről